# اس‌اس یو.اس.او.
اس‌اس یو. اس. او.  (به انگلیسی: SS U.S.O.) یک کشتی بود که طول آن ۴۴۱ فوت ۶ اینچ (۱۳۴٫۵۷ متر) بود. این کشتی در سال ۱۹۴۳ ساخته شد.